# Bruno Metsu
Bruno Metsu (Koudekerke-Dorp, 28 januari 1954 – aldaar, 14 oktober 2013) was een Frans voetballer en voetbalcoach.

## Carrière
Bruno Metsu speelde begin jaren zeventig bij de jeugd van Anderlecht, maar kon er nooit doorbreken. In eigen land lukte dat wel. Metsu, een middenvelder, debuteerde in 1973 bij Duinkerke. Nadien voetbalde hij een seizoen bij SC Hazebrouck. Tussen 1975 en 1979 speelde hij meer dan honderd wedstrijden voor Valenciennes, waar hij een ploeggenoot was van onder anderen Didier Six en Roger Milla. Vervolgens kwam Metsu twee seizoenen uit voor rivaal Lille OSC.
Zijn spelerscarrière sloot hij op 33-jarige leeftijd af bij het bescheiden AS Beauvais, waarna hij er trainer werd. Metsu werd ook coach bij zijn ex-clubs Valenciennes en Lille, maar gooide vooral hoge ogen in het buitenland. In 2000 werd hij bondscoach van Guinee en niet veel later ook van Senegal. In 2002 bereikte hij met Senegal de finale van de Afrika Cup. Nadien loodste hij het Afrikaanse team voor het eerst in de geschiedenis van het land naar het wereldkampioenschap. In hun eerste wedstrijd versloegen de Senegalezen titelverdediger Frankrijk.
Na Afrika keerde Metsu terug naar het Oosten. Hij werd daar trainer van achtereenvolgens Al Ain, Al-Gharrafa en Al-Ittihad. In 2006 werd hij bondscoach van de Verenigde Arabische Emiraten, twee jaar later van Qatar. In 2011/12 keerde hij terug naar Al-Gharrafa. In juli 2012 volgde hij Diego Maradona op als trainer van Al-Wasl. In oktober 2012 stopt hij daar omdat er bij hem maagkanker is geconstateerd. Een jaar later is hij daaraan overleden.

## Erelijst
| Nationaal                                    |    |            |
| Kampioen van Qatar                           | 1x | 2005       |
| Kampioen van de Verenigde Arabische Emiraten | 2x | 2003, 2004 |
| Crown Prince Cup                             | 1x | 2005       |
| Prince Cup                                   | 1x | 2012       |
| Internationaal                               |    |            |
| AFC Champions League                         | 1x | 2003       |
| Golf Cup of Nations                          | 1x | 2007       |

1 Sylva ·
2 Daf ·
3 Sarr ·
4 M. Diop ·
5 N'Dour ·
6 Cissé  ·
7 H. Camara ·
8 Traoré ·
9 S. Camara ·
10 Fadiga ·
11 Diouf ·
12 Faye ·
13 Diatta ·
14 Moussa N'Diaye ·
15 Diao ·
16 Diallo ·
17 Coly ·
18 Thiaw ·
19 P. B. Diop ·
20 Sylvain N'Diaye ·
21 Beye ·
22 Cissokho ·
23 Makthar N'Diaye · 
Coach: Metsu